# No. 3 Squadron RAAF
Le No. 3 Squadron est un squadron de chasse de la Royal Australian Air Force (RAAF), dont le quartier général se trouve à RAAF Base Williamtown, près de Newcastle, en Nouvelle-Galles du Sud. Créé en 1916, il est l'un des quatre escadrons de combat de l'Australian Flying Corps pendant la Première Guerre mondiale. Il opère sur le front occidental en France avant d'être dissous en 1919. Il est réorganisé en tant qu'escadron permanent de la RAAF en 1925 et opère sur le théâtre méditerranéen pendant la Seconde Guerre mondiale. Pendant les années de la guerre froide, l'escadron est dissous et réactivé deux fois. Il est basé à RAAF Butterworth pendant l'insurrection communiste malaise et la Konfrontasi Indonésie-Malaisie. Équipé de chasseurs multirôles McDonnell Douglas F/A-18 Hornet à partir de 1986, l'escadron est déployé à Diego Garcia en 2002 pour assurer la défense aérienne locale et, l'année suivante, fournit des avions et des équipages pour l'invasion de l'Irak dans le cadre de l'opération Falconer. En avril 2016, il est déployé au Moyen-Orient dans le cadre de l'intervention militaire contre l'État islamique.